# Utazás Darjeelingbe
Az Utazás Darjeelingbe (eredetileg angolul The Darjeeling Limited) 2007-ben bemutatott amerikai filmvígjáték-dráma. A filmet Wes Anderson rendezte és a forgatókönyvet is ő írta, Roman Coppolával és Jason Schwartzmannal együtt. A főbb szerepekben Owen Wilson, Adrien Brody és Jason Schwartzman látható.

## Cselekmény
|  | Alább a cselekmény részletei következnek! |

A három testvér, Francis (Owen Wilson), Peter (Adrien Brody) és Jack (Jason Schwartzman) apjuk egy évvel korábbi halála óta nem beszéltek. Most azonban közösen útra kelnek Indiában, hogy újra egymásra találjanak és felkeressék apácaként élő anyjukat. Ami spirituális útnak indult, hamarosan kaotikus rémálommá válik, apjuk tizenegy bőröndös öröksége éppúgy akadályozza útjukat, mint saját maguk. Végül egy baleset arra kényszeríti őket, hogy megpróbáljanak szembenézni önmagukkal.
|  | Itt a vége a cselekmény részletezésének! |

## Szereplők
| Színész            | Szerep         | Magyar hang     |
| ------------------ | -------------- | --------------- |
| Owen Wilson        | Francis        | Széles László   |
| Adrien Brody       | Peter          | László Zsolt    |
| Jason Schwartzman  | Jack           | Miller Zoltán   |
| Amara Karan        | Rita           | Ruttkay Laura   |
| Wallace Wolodarsky | Brendan        | Fekete Zoltán   |
| Waris Ahluwalia    | A főutaskísérő | Kárpáti Levente |
| Irfán Khán         | Az apa         | eredeti nyelven |
| Barbet Schroeder   | Az autószerelő | Szersén Gyula   |
| Camilla Rutherford | Alice          | Czirják Csilla  |
| Bill Murray        | Az üzletember  | Kerekes József  |
| Anjelica Huston    | Patricia       | Bencze Ilona    |
| A.P. Singh         | Taxisofőr      |                 |
| Kumar Pallana      | Öregember      |                 |
| Dalpat Singh       | Pincér         |                 |
| Trudy Matthys      | Német hölgy    | Bókai Mária     |
| Natalie Portman    | Rhett          | nem szólal meg  |